# Vlakverdeling
Vlakverdeling  of beeldopbouw is een voor de beeldende kunst en de fotografie belangrijke term. Het is een nadere omschrijving van compositie waarbij het gaat om een bepaalde indeling van het beeldvlak en de onderlinge samenhang van de samenstellende delen. Vlakverdeling hoeft niet per se een geometrische aard te hebben, zoals bij Mondriaan. Drippings hebben ook een duidelijke vlakverdeling. 
Afhankelijk van de stroming of school kan de vlakverdeling statisch of dynamisch, polychroom of monochroom zijn en licht of donker. Met het opkomen van de abstracte kunst is het belang van vlakverdeling toegenomen, aangezien bij abstracte kunst het figuratieve element geen rol speelt en er enkel aandacht is voor compositie.